# Lophojoppa tonantina
Lophojoppa tonantina är en stekelart som beskrevs av Juan Brèthes 1927. Lophojoppa tonantina ingår i släktet Lophojoppa och familjen brokparasitsteklar. Inga underarter finns listade i Catalogue of Life.